# Else Megelin
Else Megelin Taege, née le 23 août 1905 à Berlin et morte en 1986 à Berlin-Ouest, est une résistante allemande contre le nazisme, au sein du groupe Roter Stosstrupp (de).

## Biographie
Else Taege est née le 23 août 1905 à Berlin. Elle fréquente l'école primaire puis suit un apprentissage commercial. Elle devient employée de bureau et, de 1923 à 1927, elle est syndiquée au sein de l' Association générale des salariés libres (de). À partir de 1920, elle est membre de la Jeunesse ouvrière socialiste (de) et trois ans plus tard, elle devint membre du Parti social-démocrate (SPD). Au SPD, elle devient leader des femmes à Prenzlauer Berg.
Elle est arrêtée en août 1933 sur son lieu de travail au district de Prenzlauer Berg, où elle est employée administrative. Elle est accusée d'être une ennemie de l'Etat, soupçonnée de complicité avec l'organisation interdite Roter Stosstrupp (de). Elle est emprisonnée au camp de concentration de Columbia-Haus, où elle reste jusqu'au 29 mai 1934, avant d'être libérée faute de preuves,.
Après sa libération, elle reprend ses activités au sein du groupe Rote Stosstrupp, dirigé par Kurt Megelin (de), qu'elle épouse le 15 juin 1942. Elle prend en charge l'organisation et la trésorerie, gérant entre autres, les transferts d'argent avec l'étranger. Pendant les nombreuses périodes d'emprisonnement de Kurt Megelin, elle assure aussi la direction du groupe avec Otto Ostrowski . À partir de 1942, elle travaille dans l'usine de robinetterie de Wilhelm Leuschner, un résistant et ancien dirigeant syndical, à Kreuzberg. Cet emploi sert de couverture à Else Megelin pour son activité clandestine,.
Else Megelin survit à la Seconde Guerre mondiale et redevient membre du Parti social-démocrate d'Allemagne après la guerre.
Elle décède en 1986 à Berlin-Ouest.